# Саисская битва
Саисская битва — сражение, происшедшее 19 апреля 1208 года до н. э., на 5-м году правления фараона Мернептаха, близ древнеегипетского города Саис на западе дельты Нила между войском Египта и соединёнными отрядами ливийцев и «народов моря». Как и в битве при Кадеше, от исхода Саисской битвы зависело дальнейшее существование египетского государства. Победа египтян сопровождалась многотысячными потерями с обеих сторон (общие потери оцениваются в 12 000—14 000 человек).

## Предыстория
На протяжении многих сотен лет территория Древнего Египта подвергалась нападениям со стороны ливийских племён. Как правило, это были народы темеху и техену, совершавшие походы в дельту Нила ещё во времена Древнего царства.
Уже в свой первый год правления фараон Мернептах вынужден был подавлять волнения в зависимых землях Палестины. Чтобы предотвратить в будущем набеги из Азии, он строит на подступах к Гелиополису несколько крепостей. Как сообщают карнакские надписи, в середине марта 1208 г. до н. э. во время этого строительства на восточных окраинах Дельты, Мернептах получил сообщение о вторжении врагов со стороны западной границы. По всей видимости, ливийский князь Мрауий (Мерия) длительное время наблюдал за фортификационными работами на восточной границе Египта, и решил более не медлить с нападением на Египет. Соединив свои военные отряды с воинственными «народами моря», ливийцы Западной пустыни выступили уже не в обычный грабительский набег, а в настоящий завоевательный поход. Среди «народов моря» наиболее многочисленными были аквиваша (идентифицируемые ныне с греками-ахейцами), а также туриша (этруски), шелекеша (по всей видимости, жители Сицилии), и представители страны Лука (народы Малой Азии). В армии ливийцев сражались практически все мужчины, способные носить оружие.

## Битва
Меренптах потратил 14 дней на то, чтобы собрать армию и подготовить её к сражению. Непосредственно перед битвой он символически «получил» от бога Птаха священный меч хопеш. О ходе битвы имеются  только отдельные детали, которые все исходят от египтян. Известно, что перед битвой египетские лучники в течение 6 часов обстреливали противника из луков. Нет никаких сообщений об участии египетской пехоты в сражении, из чего делается вывод, что пехота «народов моря» превосходила египетскую. Поэтому считается, что Мернептах не использовал свою пехоту для ближнего боя, а лишь для использования результатов работы его лучников, которые и нанесли противнику основные потери, после чего фараон послал в атаку свои колесницы. Ливийский вождь был убит, после чего возглавляемое им войско распалось и обратилось в бегство.

## Последствия
Согласно египетским сообщениям, они одержали решительную победу над ливийцами, убив 8481 вражеских воинов и захватив в плен 9376 человек, в том числе 4376 мужчин и примерно 5 тысяч женщин, сопровождавших своих мужей в походе. О собственных потерях египтяне умалчивают, но, судя по длительности сражения, предполагается, что потери египтян могли быть значительными и достигать нескольких тысяч человек.
После победы Мернептаха в Карнаке были изваяны множество рельефов, на которых сообщалось о разгроме врага: «На третий день третьего месяца шему буря рассеялась над страной Кемет и Атон вновь дарит свои лучи Та Мери (Возлюбленной стране). Запертые ворота вновь открыты и народ вздохнул свободно. Несчастный князь Ливии бежал ночью (в свою страну), потеряв корону, жён и семью. Его палаточный лагерь сгорел дотла. Теперь каждый говорит ливийцу — „Ну ливийцы, как поживаете? По-прежнему с удовольствием?“. Безумен и глуп тот, кто осмелится воевать со страной Кемет. Напавшие на неё — лишь пленники в моей руке. Теперь Та Мери повелевает Ливией. Каждый рад сидеть рядом с сильным и в Возлюбленной стране раздаются песни радости. Не слышен жалобный плач, и разрушенные города будут восстановлены. Мернептах — спаситель народа.» (TUAT 1/AF, S. 544—552)
Начавшиеся при фараоне Рамсесе II нападения «народов моря» и ливийцев на Египет были лишь на некоторое время приостановлены их разгромом в Саисской битве. При фараоне Рамсесе III состоялось новое большое сражение между старыми противниками.